# 帕尔哈提·阿孜买提
帕尔哈提·阿孜买提（維吾爾語：ﭘﺎﺭﮬﺎﺕ ﺋﺎﺯﺋﻤﺎﺕ‎，1976年2月17日—）是一名已退役中国足球运动员。
他曾担任中华人民共和国第十四届运动会男子足球U20组比赛新疆队教练，並率隊拿下亞軍。他还执教过新疆天山豹足球俱乐部。

## 荣誉
2021年，帕尔哈提·阿孜买提获中国金帅奖提名。 

### 俱乐部

#### 卡拉特足球會
- 哈薩克超級足球聯賽冠军（1）：1992年
- 哈薩克盃冠军（1次）：1992年

#### 大连万达足球俱乐部
- 中国足球甲级A组联赛冠军(1次):1994年

#### 厦门足球俱乐部
- 中国足球甲级B组联赛冠军(1次):1999年